# Beeldveldwelving

Beeldveldwelving: het door de lens gevormde beeld (de grijze boog) wijkt af van een vlak oppervlak (de verticale lijn). Het effect is hier overdreven.

De beeldsensor van ruimtetelescoop Kepler is niet vlak maar aangepast aan het gewelfde beeldveld van de telescoop.

Bij lenzen, objectieven of spiegelsystemen spreekt men van beeldveldwelving als deze van een vlak object een beeld vormen dat niet vlak is, maar gekromd.
Hoe verder een beeldpunt van de optische as verwijderd ligt, des te sterker is het naar voren of naar achteren verschoven (in de praktijk meestal naar voren, in de richting van het optische systeem). Het „beeldvlak” is dus niet vlak.
Het is daarom niet mogelijk op een vlakke film of beeldsensor overal een scherp beeld te krijgen. Als op het midden wordt scherpgesteld, is de rand onscherp en andersom.